# 越南胡志明市臺灣學校
越南胡志明市臺灣學校（英語：Taipei School in Ho Chi Minh City 越南語：）是一所位於越南胡志明市第七郡的臺灣（中華民國）國際學校。
越南胡志明市臺灣學校成立於1997年10月27日，為服務越南台商及台幹子女就學需求，包括幼兒園至高中，採臺灣學制及臺灣教科書。截至2024年，該學校有約80名教師和1300名學生，學生大多為臺灣籍學生。

## 外部連結
- Taipei School in Ho Chi Minh City （页面存档备份，存于） （中文）
  - Introduction （页面存档备份，存于） （英語）